# Kudhi-Wajang
Das Kudhi-Wayang ist ein zeremonielles Schwert aus Sumatra.

## Beschreibung
Das Kudhi-Wayang hat eine figürlich geformte Klinge. Als Vorbild dienen die Wayang-Figuren aus Indonesien. Die Oberfläche ist mit Gravuren bedeckt und besitzt eine goldene Einlegearbeit in der Nähe des Auges der Figur. Das Heft besteht aus Metall. Das Kudhi-Wayang wird zu bestimmten Zeiten, meist freitags abends als zeremonielles Objekt benutzt und wie die Wayang Figuren in einer Vase oder einem Bananenpflanzenstamm aufbewahrt. Es wird versteckt aufgestellt, so dass es für Außenstehende nicht zu sehen ist. Es wird als heiliges Erbstück in der Familie weitergegeben. Das Kudhi-Wayang wird von Ethnien in Sumatra benutzt.